# Grot van Eizeringen

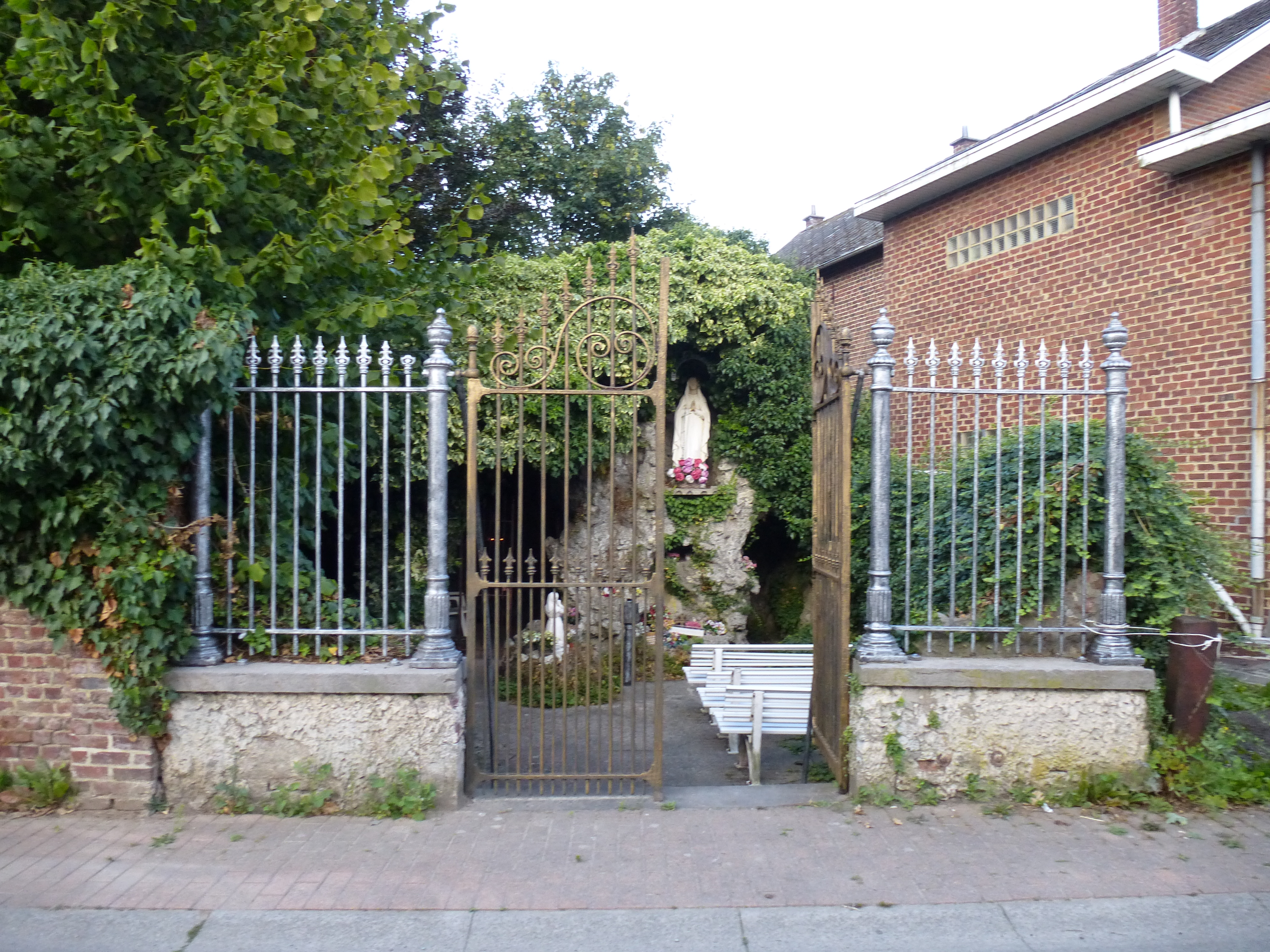
Grot van Eizeringen.

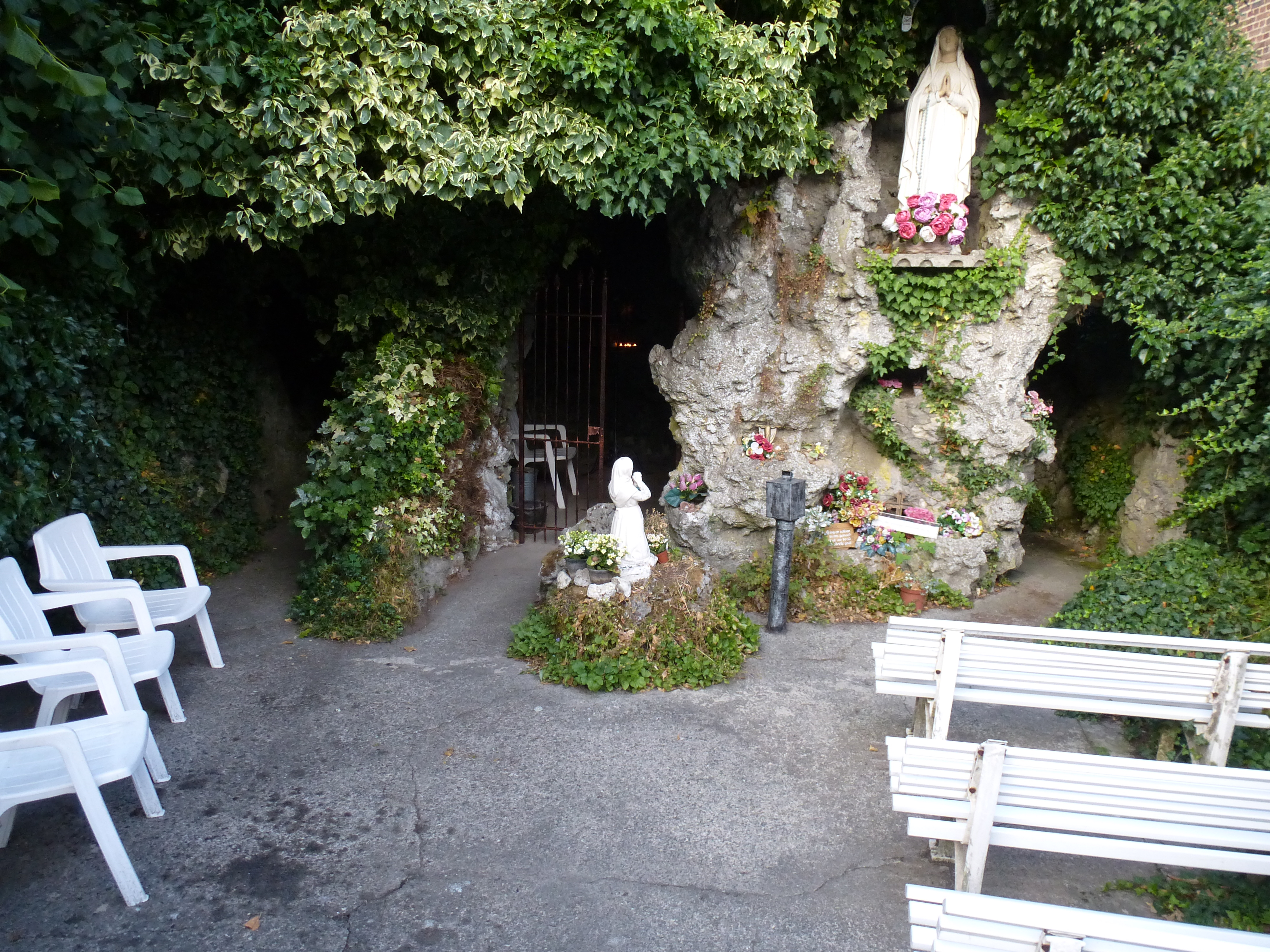
Boven het beeld prijkt het opschrift ‘Ik ben de Onbevlekte Ontvangenis’.

De grot van Eizeringen is een Lourdesgrot in Eizeringen, een dorp in Lennik in de Belgische provincie Vlaams-Brabant. De grot ligt in de Luitenant Jacopsstraat en maakt deel uit van het beschermde dorpsgezicht Kasteel de Neufcour.

## Historiek
In 1898 liet baron Joseph van Pottelsberge de la Potterie deze grot bouwen op zijn eigendom in de ‘Rotstraat’, later werd deze straat de ‘Grotstraat’ genoemd. Sinds 1927 draagt dezelfde straat de naam ‘Luitenant Jacopsstraat’. De baron wou namelijk een imitatie van de grot van Lourdes in zijn parochie.
De grot verkeert vandaag in zeer slechte staat.

## Architectuur
De ingang van de grot is afgesloten door een dubbel ingangshek met aan weerszijden een bakstenen muurtje. De muurtjes zijn beschermd door een arduinsteen waarop een hek staat. Deze is gevormd door elf ronde blauwgeverfde verticale ijzeren spijlen waarvan de buitenste dikker zijn. De spijlen worden vastgehouden door twee horizontale spijlen. Drie trappen leiden tot het voorste gedeelte van de grot waar rechts drie witte zitbanken staan en links drie witte stoelen. De grot zelf wekt de indruk op van een waarheidsgetrouwe rots en heeft zowel een ingang links als rechts. Zo ontstaat een rondgang. In het midden van deze gang zit een ijzeren deur die vroeger toegang gaf tot het domein van het klooster van Eizeringen. Tussen deze twee ingangen bevindt zich links de grot die afgesloten is met een ijzeren pijlerhek. Binnen staat een grote ijzeren kaarsenhouder. Rechts is een nis ingewerkt in de rots waarin het beeld van Onze-Lieve-Vrouw van Lourdes staat. Boven het beeld prijkt het opschrift ‘Ik ben de Onbevlekte Ontvangenis’. Op een lagere rotspartij links zit Bernadette geknield. Bloemstukken zijn op de rots gelegd.
De grot is overwoekerd met klimplanten en korstmossen.